# Gare d'Oroszlány
La gare d'Oroszlány (en hongrois : Oroszlány vasútállomás) est une halte ferroviaire hongroise, située à Oroszlány.